# Greg Albertyn
Greg Albertyn, né le 13 octobre 1972 à Johannesburg, est un pilote de motocross sud-africain.

## Biographie
Après avoir fait ses premiers pas en Afrique du Sud, il rejoint le monde du circuit mondial où, après deux saisons, il devient champion du monde 125 cm³ en 1992. L'année suivante, passé dans la catégorie supérieure, il obtient un nouveau titre mondial, titre qu'il conserve l'année suivante.
Il décide alors de franchir l'atlantique et d'aller défier les américains sur leurs terres.  Roger DeCoster, l'ancien pilote et désormais manager de Suzuki, désireux de voir ce constructeur retrouver le sommet du cross américain, attend beaucoup de son pilote.
Sa première saison est marquée par une blessure lors de la saison de supercross, ce qui le handicape ensuite dans la saison de motocross. 1996 voit sa première victoire en motocross dans le Championnat AMA.  Au côté d'un maître du supercross, Jeremy McGrath, il progresse sur cette dernière discipline pour obtenir sa première victoire lors de la manche d'ouverture de la saison 1997.
La saison suivante, il termine à la seconde place du championnat de motocross.
Il obtiendra finalement un titre de champion MX 250 cm³ en 1999. C'est également la première victoire du team Suzuki depuis 20 ans. Par contre, dans la compétition reine aux États-Unis, le SX, il ne fera pas mieux qu'une 5e place finale en 1997.
En 2000, il se casse le fémur lors de la saison de supercross. Il se hate de revenir à la compétition pour pouvoir défendre son titre en motocross. Mais, il doit faire faire à l'émergence d'un nouveau champion  Ricky Carmichael.
À l'issue de cette saison, il décide d'arrêter sa carrière. Depuis la fin de celle-ci, il a occupé le rôle de conseiller au sein de son ancienne équipe Suzuki.

## Palmarès
- Champion du monde 250 cm3 en 1993 et 1994 ;
- Champion du monde 125 cm3 en 1992 ;
- Vainqueur du championnat US de motocross 250 cm3 en 1999 ;
- 2e du championnat US de motocross 250 cm3 en 1998.